# Bandar-Lengeh (Verwaltungsbezirk)
Bandar-Lengeh (persisch شهرستان بندر لنگه) ist ein Schahrestan in der Provinz Hormozgan im Iran. Er enthält die Stadt Bandar-Lengeh, welche die Hauptstadt des Verwaltungsbezirks ist. Der Verwaltungsbezirk ist Teil der Region Irahistan.

## Demografie
Bei der Volkszählung 2016 betrug die Einwohnerzahl des Schahrestan 159.358. Die Alphabetisierung lag bei 88 Prozent der Bevölkerung. Knapp 60 Prozent der Bevölkerung lebten in urbanen Regionen.
| Zensusjahr | Einwohnerzahl |
| ---------- | ------------- |
| 2011       | 134.713       |
| 2016       | 159.358       |